# Salares
Salares és un municipi d'Andalusia, a la província de Màlaga. Limita al N amb Alhama de Granada, a l'E amb Canillas de Albaida, al S amb Arenas, i a l'O amb Sedella. Forma part del Parc Natural Sierras de Tejeda, Almijara i Alhama.